# Sydvästra regionen (region i Kamerun)
Sydvästra regionen (engelska: South-West Province, franska: Province du Sud-Ouest, Région du Sud-Ouest, engelska: South-West Region, South-West, franska: Sud-Ouest) är en region i Kamerun. Den ligger i den västra delen av landet, 290 km nordväst om huvudstaden Yaoundé. Antalet invånare är 1 316 079. Arean är 25 410 kvadratkilometer. Sydvästra regionen gränsar till Nordvästra regionen, Västra regionen och Kustregionen. 
Sydvästra regionen delas in i:
- Nguti Subdivision
- Ndian Division
- Muyuka
- Meme Division
- Manyu Division
- Fako Division
- Koupé-Manengouba
- Lebialem

Följande samhällen finns i Sydvästra regionen:
- Kumba
- Limbe
- Tiko
- Mutengene
- Buea
- Fontem
- Muyuka
- Muyuka
- Bamusso
- Mamfe
- Idenao
- Mundemba
- Bekondo
- Nguti